# Дзигидери
Дзигидери (груз. ძიგიდერი) — село в Грузии, на территории Сенакского муниципалитета края (мхаре) Самегрело-Верхняя Сванетия.

## География
Село находится в западной части Грузии, на левом берегу реки Техури, на расстоянии приблизительно 11 километров (по прямой) к северо-востоку от города Сенаки, административного центра муниципалитета. Абсолютная высота — 75 метров над уровнем моря.

## Население
По результатам официальной переписи населения 2014 года в Дзигидери проживало 138 человек (68 мужчин и 70 женщин). В национальной структуре населения грузины составляли 100 %.
| Год  | Население, человек |
| ---- | ------------------ |
| 2002 | 188                |
| 2014 | ↘ 138              |